# Kawaei Rina
Kawaei Rina (川栄 李奈 (Xuyên-Vinh Lí-Nại)) sinh ngày 12 tháng 2 năm 1995 tại tỉnh Kanagawa, Nhật Bản là ca sĩ là nữ ca sĩ kiêm diễn viên người Nhật Bản, cô là cựu thành viên nhóm nhạc nữ thần tượng AKB48. Cô cùng với Iriyama Anna và Kato Rena thành lập nhóm nhỏ AnRiRe và xuất hiện trong đĩa đơn "Ikujinashi Masquerade" của Sashihara Rino đã đứng ở vị trí số 1 trong bảng xếp hạng đĩa đơn hàng tuần của Oricon .

## Sự nghiệp

### 2012 – 2014
Kawaei Rina bắt đầu sự nghiệp trong làng giải trí vào tháng 7 năm 2010, khi vượt qua buổi thử giọng thế hệ thứ 11 cho vị trí thực tập sinh của AKB48.
Vào tháng 3 năm 2012, cô được thăng cấp lên Team 4, và được chuyển sang Team A vào tháng 8. Ngay sau khi bộ phim truyền hình Shiritsu Bakaleya Kōkō kết thúc vào ngày 30 tháng 6, đã có thông báo rằng Kawaei sẽ tham gia vào bộ phim chuyển thể của nó. Phim có sự tham gia của một số thành viên từ nhóm Johnny's Jr. và AKB48.
Vào năm 2013, trong buổi phát sóng tập đặc biệt của chương trình Mecha-Mecha Iketeru ! đã tiết lộ Kawaei sẽ là center trong một bài hát của nhóm đặc biệt BKA48 sẽ có trong đĩa đơn "Sayonara Crawl" của AKB48 sẽ phát hành vào tháng 5.
Tại cuộc tổng tuyển cử năm 2013, cô đứng thứ 25 với 26.764 phiếu bầu, do đó đã giành được vị trí Under Girl cho đĩa đơn tiếp theo "Koi Suru Fortune Cookie"
Vào tháng 5/2014, trong sự kiện giao lưu với người hâm mộ ở thành phố Takizawa, tỉnh Iwate, Kawaei Rina và Iriyama Anna cùng một nhân viên nam khác đã phải nhập viện khẩn cấp sau khi bị Satoru Umeta- một người đàn ông 24 tuổi cũng là một fan cuồng cầm cưa tấn công. Ngay sau đó, hung thủ đã bị cảnh sát bắt giữ để phục vụ điều tra. Rina bị thương nặng ở đầu, gãy ngón cái tay phải còn Anna bị đa chấn thương. Quản lý nhóm cho biết Rina và Anna đã được phẫu thuật thành công và có thể xuất viện vào 26/5, đồng thời cho biết không ai bị đe dọa đến tính mạng trong tai nạn này. Dù vậy, show diễn ở Tokyo cũng như các buổi giao lưu với người hâm mộ đều bị hủy bỏ

### 2014 - nay
Tại cuộc tổng tuyển cử năm 2014 , cô đứng thứ 16 với 39.120 phiếu bầu và do đó đã giành được một vị trí trong đội hình quảng bá cho đĩa đơn tiếp theo "Kokoro no Placard".
Cô rời nhóm vào ngày 26 tháng 3 năm 2015 Cô đã tổ chức lễ tốt nghiệp trong buổi hòa nhạc mùa hè của AKB48 tại Saitama Super Arena vào ngày 2 tháng 8 và có màn trình diễn cuối cùng trên sân khấu vào ngày 4 tháng 8.
Vào tháng 11 năm 2015, cô đóng cùng Takahata Mitsuki trong bộ phim truyền hình buổi sáng Toto Neechan của đài NHK.
Cô tham gia lồng tiếng cho Minifaruru, em gái của Faruru trong bộ phim hoạt hình PriPara Minna no Akogare Let's Go PriPari
Vào ngày 17/5/2019, Kawaei Rina cùng nam diễn viên Hirose Tomoki thông báo về việc cả 2 đã đăng ký kết hôn.Cô sinh con đầu lòng vào ngày 8/11

## Danh sách đĩa nhạc

### Đĩa đơn với AKB48
| Năm  | #  | Tên | Vị trí           | Chú thích |
| ---- | -- | --- | ---------------- | --- |
| 2011 | 20 | "Sakura no Ki ni Narō" | Team Kenkyūsei   | Did not sing on title track. Sang on "Ōgon Center" with Team Kenkyūsei. First appearance on an AKB48 single.                                                            |
| 2011 | 21 | "Everyday, Katyusha" | Team Kenkyūsei   | Did not sing on title track. Sang on "Anti" with Team Kenkyūsei. |
| 2011 | 23 | "Kaze wa Fuiteiru" | Team 4+Kenkyūsei | Did not sing on title track. Sang on "Tsubomitachi" as Team4+Kenkyūsei                                                                                                  |
| 2012 | 25 | "Give Me Five!" | Special Girls A  | Did not sing on title track. Sang "New Ship" with Special Girls A. Sang in chorus with Baby Blossom.                                                                    |
| 2012 | 26 | "Manatsu no Sounds Good!" | A-side           | First appearance on title track. She is now part of Team 4. |
| 2012 | 27 | "Gingham Check" | Waiting Girls    | Did not place in 2012 General Election. Did not sing on title track. She sang on "Ano Hi no Furin" with the Waiting Girls.                                              |
| 2012 | 28 | "Uza" | Under Girls      | Sang on "Tsugi no Season" and "Kodoku na Hoshizora". Moved to New Team A.                                                                                               |
| 2012 | 29 | "Eien Pressure" | B-side, OKL48    | Did not sing on title track; lineup was determined by rock-paper-scissors tournament. Sang on "Totteoki Christmas". Sang on "Eien Yori Tsuzuku Yō ni" as part of OKL48. |
| 2013 | 30 | "So Long!" | Under Girls      | Sang on "Waiting Room". Also sang on "Ruby" as Team A. |
| 2013 | 31 | "Sayonara Crawl" | A-side           | Also sang on "Ikiru Koto" as Team A, and "Hasute to Wasute" as BKA48.                                                                                                   |
| 2013 | 32 | "Koi Suru Fortune Cookie" | Under Girls      | Ranked 25th in 2013 General Election. Sang on "Ai no Imi wo Kangaete Mita".                                                                                             |
| 2013 | 33 | "Heart Electric" | A-side           | Sang on title track with English name "Kawaey" |
| 2013 | 34 | "Suzukake no Ki no Michi de "Kimi no Hohoemi o Yume ni Miru" to Itte Shimattara Bokutachi no Kankei wa Dō Kawatte Shimau no ka, Bokunari ni Nan-nichi ka Kangaeta Ue de no Yaya Kihazukashii Ketsuron no Yō na Mono" | B-side           | Did not sing on title track; lineup was determined by rock-paper-scissors tournament. Sang on "Mosh & Dive". Sang on "Party is Over".                                   |
| 2014 | 35 | "Mae shika Mukanee" | A-side           | |
| 2014 | 36 | "Labrador Retriever" | A-side           | |
| 2014 | 37 | "Kokoro no Placard" | A-side           | Ranked 16th in 2014 General Election. Also sang on "Oshiete Mommy". |
| 2014 | 38 | "Kibouteki Refrain" | A-side           | |
| 2015 | 39 | "Green Flash" | A-side           | Also sang "Majisuka Fight" and "Haru no Hikari Chikadzuita Natsu" |
| 2015 | 40 | "Bokutachi wa Tatakawanai" | A-side           | Last Single in AKB48. Also sang "Kimi no Dai-ni shou" which was also her graduation song.                                                                               |
| 2015 | 41 | "Halloween Night" | B-side           | Did not sing on title track. Sang on "Yankee Machine Gun". |

### Với Sashihara Rino với Anrire
- "Ikujinashi Masquerade" (17 tháng 10 năm 2012)

### Các bài hát khác của AKB48
- Sugar Rush (30 tháng 10 năm 2012)[34]

## Biểu diễn ở nhà hát AKB48
Team Kenkyūsei "Theater no Megami"
1. "Hatsukoi yo, Konnichiwa" (初恋よ　こんにちは?)

Team 4 1st Stage "Boku no Taiyou"
1. "Higurashi no Koi" (ヒグラシノコイ?)

Team A Waiting Stage
1. "Skirt, Hirari" (スカート、ひらり?)
2. "Tenshi no Shippo" (天使のしっぽ?)

## Sự nghiệp điện ảnh

### Phim
| Năm  | Phim                                                                  | Vai diễn                 | Chú thích  |
| ---- | --------------------------------------------------------------------- | ------------------------ | ---------- |
| 2012 | Gekijōban Shiritsu Bakaleya Kōkō                                      | Bairinji Haruka          |            |
| 2016 | PriPara Mi~nna no Akogare Let's Go PriPari                            | Mini-Falulu              |            |
| 2016 | Death Note: Light Up the New World                                    | Aoi Sakura               |            |
| 2017 | Ajin: Demi-Human                                                      | Shimomura Izumi          |            |
| 2018 | The Lies She Loved                                                    | Kokoha                   |            |
| 2018 | Koi no Shizuku                                                        | Tachibana Shiori         |            |
| 2018 | Principal                                                             | Kunishige Haruka         |            |
| 2018 | My Teacher, My Love (Thầy Giáo Ơi, Em Yêu Anh)                        | Nakamura Aoi             |            |
| 2018 | Pokémon the Movie: Sức mạnh của chúng ta                              | Risa                     | Lồng tiếng |
| 2018 | The House Where the Mermaid Sleeps (Ngôi Nhà Nơi Người Cá Say Ngủ)    | Kawashima Mao            |            |
| 2019 | Don't Cry, Mr. Ogre                                                   | Yukino                   |            |
| 2019 | Until I Meet September's Love (Cho Tới Ngày Gặp Lại Tình Yêu Tháng 9) | Kaho                     |            |
| 2019 | Diner (Nhà Hàng Sát Thủ)                                              | Nhân viên đại lý du lịch | Khách mời  |
| 2019 | Lướt sóng cùng em                                                     | Mukaimizu Hinako         | Lồng tiếng |
| 2020 | Step                                                                  | Naruse Mai               |            |
| 2021 | Jigoku no Hanazono: Office Royale                                     | Satake Shiori            |            |
| 2021 | Summer Ghost                                                          | Satō Ayane               |            |

### Phim truyền hình
| Năm  | Phim                                         | Kênh     | Vai diễn                     | Chú thích        |
| ---- | -------------------------------------------- | -------- | ---------------------------- | ---------------- |
| 2011 | Majisuka Gakuen 2 (マジすか学園2)            | NTV      | Rina                         |                  |
| 2012 | Majisuka Gakuen 3 (マジすか学園3)            | TV Tokyo | Nanashi                      |                  |
| 2013 | So Long                                      |          | Makino Riko                  | Tập 1            |
| 2014 | SHARK                                        | NTV      | Konno Kaede                  |                  |
| 2014 | Sailor Zombie                                | TV Tokyo | Takizawa Momoka              |                  |
| 2014 | Gomen ne Seishun!                            | TBS      | Jinbo Ai                     |                  |
| 2015 | Majisuka Gakuen 4 (マジすか学園4)            | NTV      | Bakamono                     |                  |
| 2015 | Majisuka Gakuen 5 (マジすか学園5)            | NTV      | Bakamono                     |                  |
| 2016 | Higanbana: Keishicho Sosa Nana ka            | NTV      | Kiriya Kana                  | Khách mời tập 2  |
| 2016 | Tokyo Sentimental                            | TV Tokyo | Haneda Natsumi               | Khách mời tập 3  |
| 2016 | Death Cash                                   | TBS      | Hayashi Erina                |                  |
| 2016 | Toto Neechan                                 | NHK      | Morita Tomie                 |                  |
| 2016 | Hayako Sensei, Kekkon Surutte Honto Desu Ka? | Fuji TV  | Moriyama Fuuko               |                  |
| 2016 | Koe Koi                                      | TV Tokyo | Takashima Kaori              |                  |
| 2016 | Death Note NEW GENERATION                    | Hulu     | Aoi Sakura {Ishi}            |                  |
| 2016 | Yuusha Yoshihiko to Michibikareshi Shichinin | TV Tokyo | Kouzai Sonoka                | Khách mời tập 9  |
| 2017 | Frankenstein's Love                          | NTV      | Mikoto                       |                  |
| 2017 | Fugitive Boys                                |          | Niizato Koyoi                |                  |
| 2018 | Gakeppuchi Hotel                             | NTV      | Osanai Yuko                  |                  |
| 2018 | Keishichou Sousa Shiryou Kanrishitsu (Kari)  | BS Fuji  |                              | Khách mời tập 10 |
| 2019 | Idaten                                       | NHK      | Chie                         |                  |
| 2019 | Mr. Hiiragi's Homeroom                       |          | Kaho Usami                   |                  |
| 2019 | Kaseifu no Mitazono 3                        |          | Onda Moe                     |                  |
| 2020 | Love Evolution                               | Hulu     | Abiko Saori                  |                  |
| 2021 | Reach Beyond the Blue Sky                    | NHK      | Mikako Ichijō                |                  |
| 2021 | Shitteru Waifu                               | Fuji TV  | Kenzaki Nagisa / Kida Nagisa |                  |
| 2021 | Come Come Everybody                          | NHK      | Hinata                       |                  |

### Chương trình truyền hình
- Ariyoshi AKB Kyōwakoku (有吉AKB共和国?) (TBS)
- Shūkan AKB (週刊AKB?) (TV Tokyo)
- AKB48 Nemōsu TV (AKB48ネ申テレビ?) (Family Gekijō)
- AKB48 to Chome Chome! (AKBと××!?) (2012, Yomiuri TV)
- AKBingo! (2012, TV Tokyo)
- Bimyō na Tobira AKB 48 no Gachichare (びみょ〜な扉 AKB48のガチチャレ?) 2012, Hikari TV)

## Giải thưởng
| Năm  | Giải thưởng             | Hạng mục                       | Đề cử                         | Kết quả |
| ---- | ----------------------- | ------------------------------ | ----------------------------- | ------- |
| 2019 | 61st Blue Ribbon Awards | Nữ diễn viên phụ xuất sắc nhất | Ngôi Nhà Nơi Người Cá Say Ngủ | Đề cử   |